# Odprto prvenstvo Francije 1975
Odprto prvenstvo Francije 1975 je teniški turnir za Grand Slam, ki je med 2. in 15. junijem 1975 potekal v Parizu.

## Moški posamično
Björn Borg :  Guillermo Vilas, 6-2, 6-3, 6-4

## Ženske posamično
Chris Evert :  Martina Navratilova, 2–6, 6–2, 6–1

## Moške dvojice
Brian Gottfried /  Raúl Ramírez :  John Alexander /  Phil Dent, 6–2, 2–6, 6–2, 6–4

## Ženske dvojice
Chris Evert /  Martina Navratilova :  Julie Anthony /  Olga Morozova, 6–3, 6–2

## Mešane dvojice
Fiorella Bonicelli /  Thomaz Koch :  Pam Teeguarden /  Jaime Fillol, 6–4, 7–6